# Lagothrix lugens
Lagothrix lugens là một loài động vật có vú trong họ Atelidae, bộ Linh trưởng. Loài này được Elliot mô tả năm 1907.

## Hình ảnh

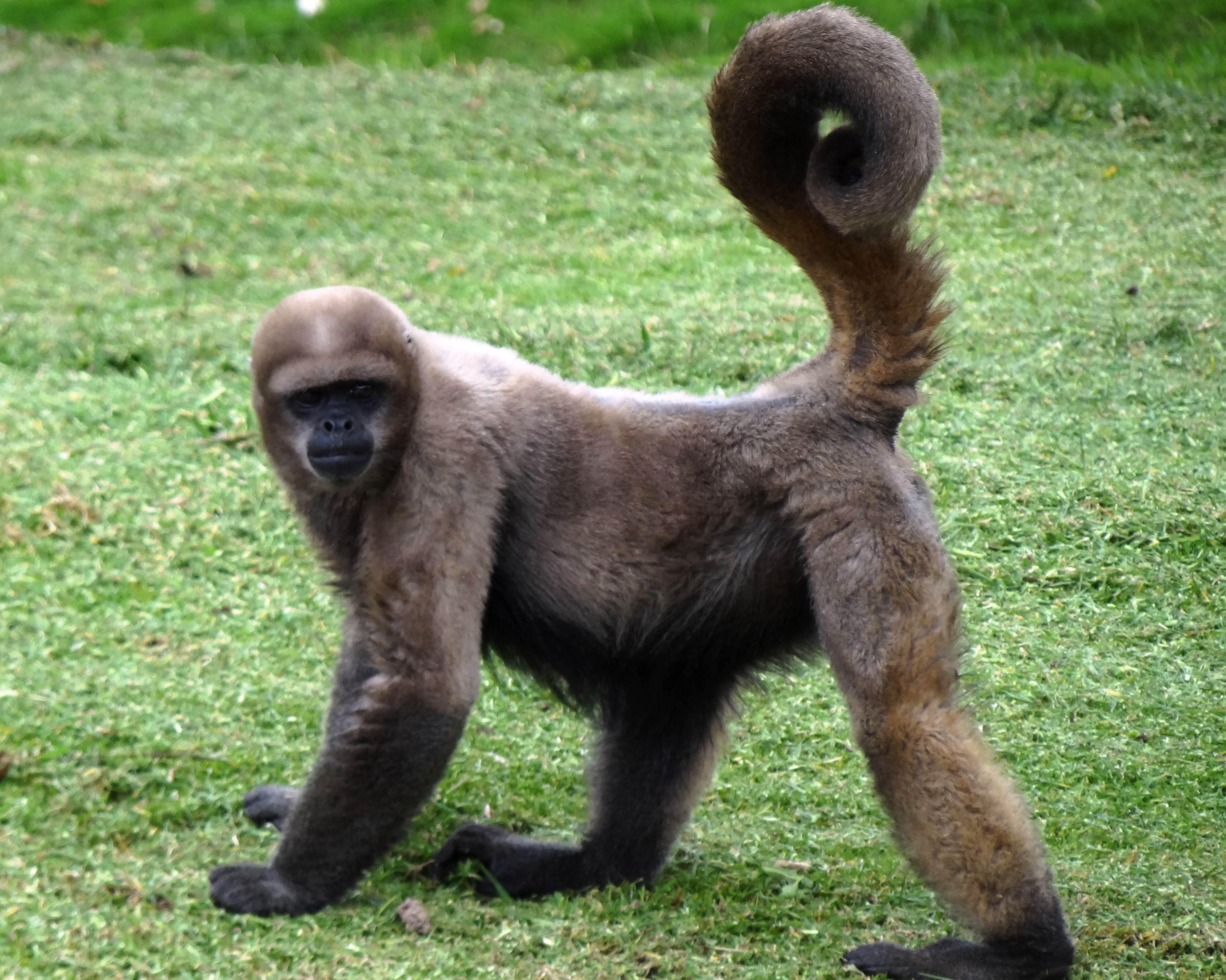
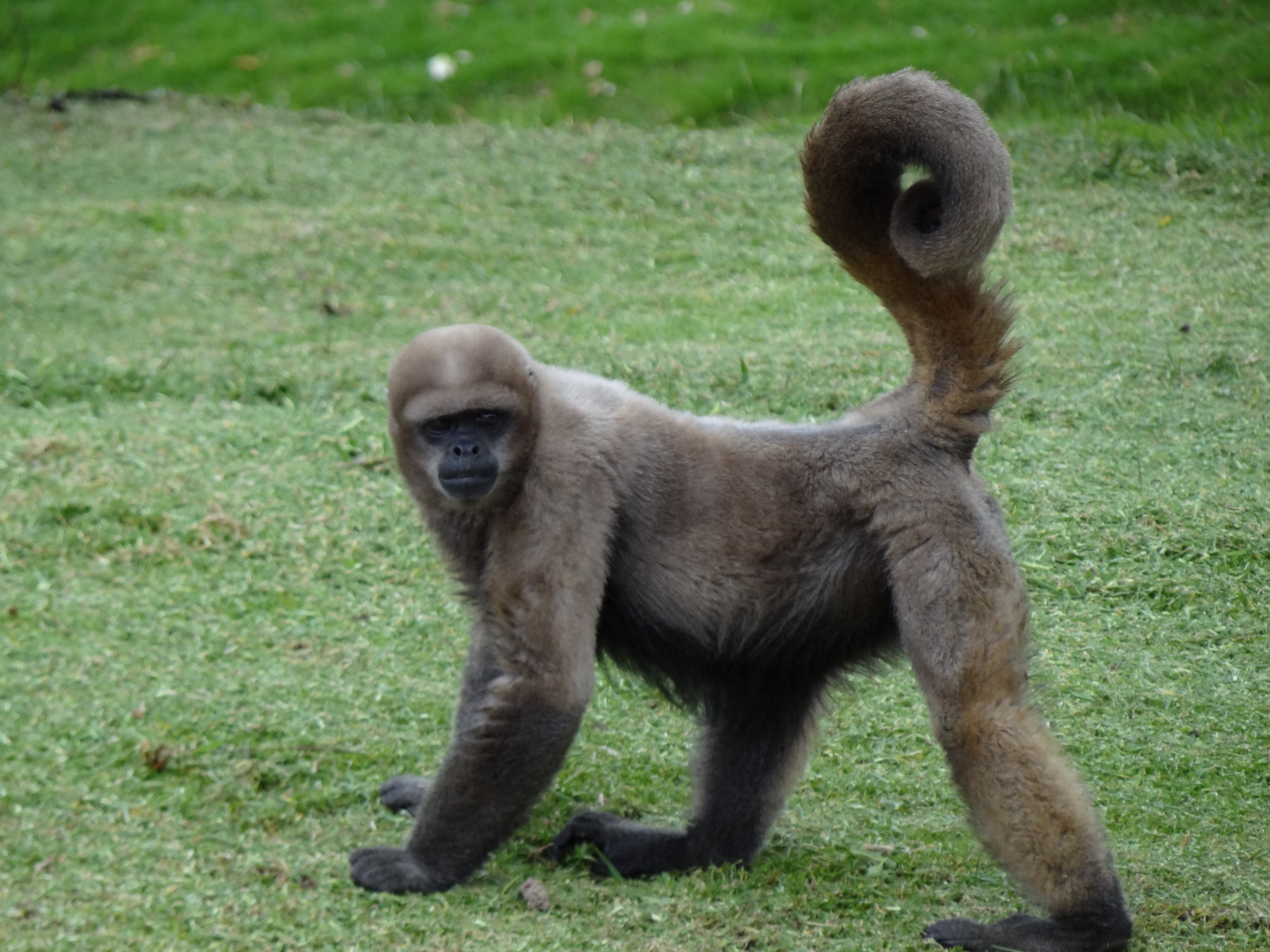
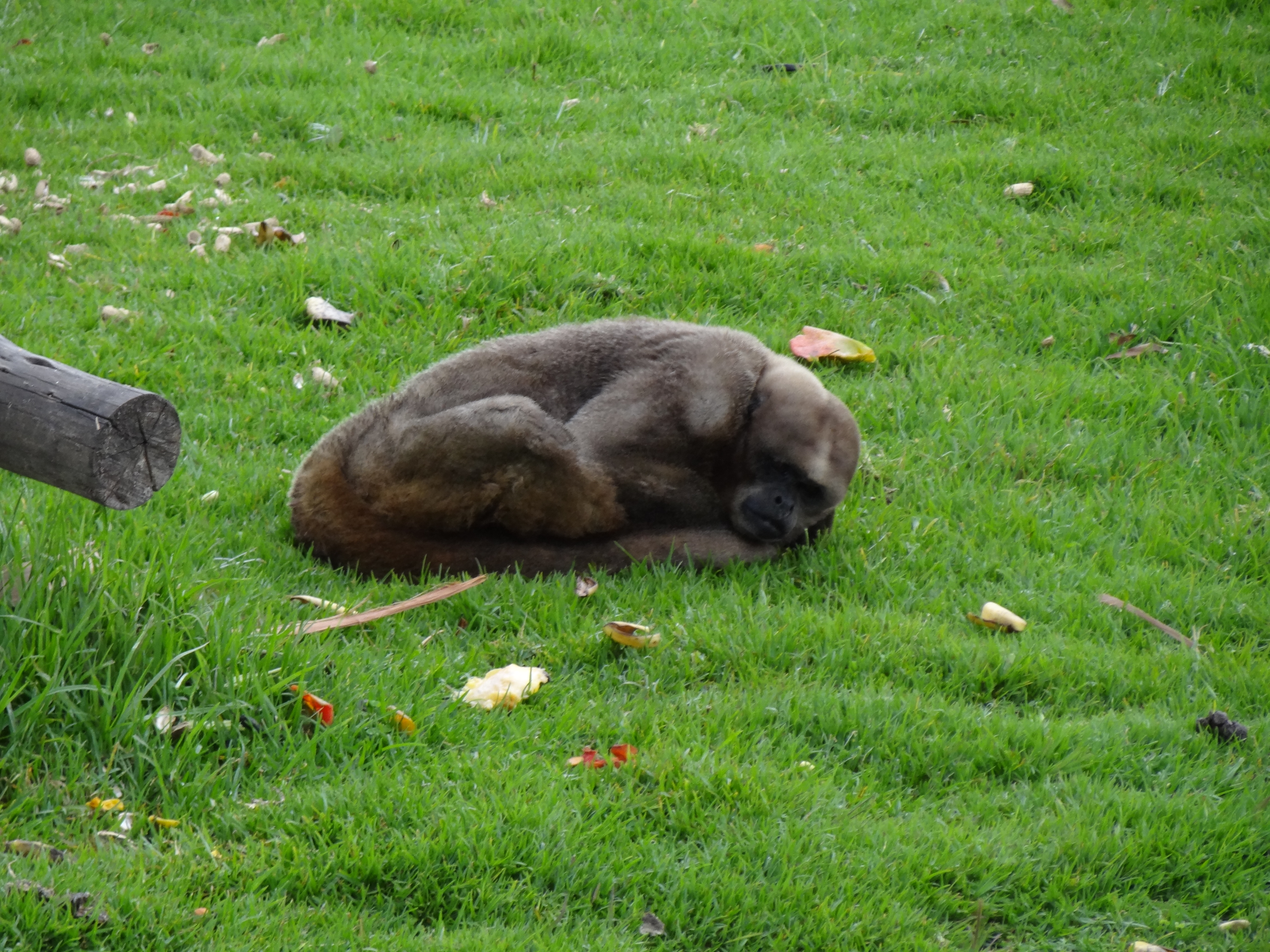